# Varengeville-sur-Mer
Varengeville-sur-Mer település Franciaországban, Seine-Maritime megyében. Lakosainak száma 962 fő (2022. január 1.). Varengeville-sur-Mer Hautot-sur-Mer, Longueil, Offranville, Ouville-la-Rivière és Sainte-Marguerite-sur-Mer községekkel határos.

## Népesség
A település népessége az elmúlt években az alábbi módon változott:
| Lakosok száma | 1005 | 985  | 1006 | 957  | 943  | 945  | 952  | 955  | 962  |
|               | 2013 | 2015 | 2016 | 2017 | 2018 | 2019 | 2020 | 2021 | 2022 |